# Anacharsis

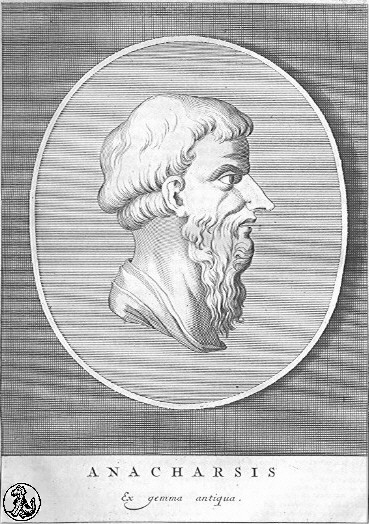
Anacharsis

Anacharsis was een Scythisch filosoof die in de vroege 6e eeuw v.Chr. van zijn thuisland aan de noordelijke kusten van de Zwarte Zee naar Athene reisde. Daar maakte hij indruk op de bevolking als een erg zelfverzekerde en welbespraakte "barbaar". Hij wordt beschouwd als voorloper van de Sceptici en de Cynici. Geen van zijn werken zijn echter in authentieke vorm overgeleverd.

## Leven
Anacharsis was een halve Griek en de zoon van een Scythische dief, van een gemengde hellenistische afkomst, vermoedelijk uit de regio van de Cimmerische Bosporus. Als buitenstaander herkende hij het ongewone en het onlogische in dagelijkse dingen waar Atheners niet bij stilstonden. Zijn conversaties waren humoristisch en recht door zee. Tijdgenoot Solon en de andere Atheners beschouwden hem als een natuurfilosoof, vergelijkbaar met de manier waarop de Fransen Benjamin Franklin beschouwden. Zijn ruwe en vrije betogen werden spreekwoordelijk onder de Atheners bekend als 'Scythische betogen'.
Aangekomen in Athene omstreeks ongeveer 589 v.Chr., ging hij naar het huis van Solon, de Atheense filosoof en wetgever, en vertelde aan een van diens slaven dat hij, Anacharsis, op bezoek kwam in de hoop Solon te ontmoeten en te kunnen genieten van diens gastvrijheid. De dienaar kwam terug met Solons - typisch Griekse - antwoord, dat "mensen doorgaans hun gastvrijheid beperken tot de eigen landgenoten". Waarop de Scythische man ostentatief over de drempel stapte en zei dat, nu hij in Solons land was, dit wel ruimschoots zou volstaan.
Anacharsis was de eerste vreemdeling die het privilege van het Atheense burgerschap in ontvangst mocht nemen. Hij was vermoedelijk een van de Zeven Wijzen en zou geïnitieerd zijn in de Eleusische Mysteriën van de Grote Godin, een privilege dat doorgaans voorbehouden was aan hen die vloeiend Grieks spraken.

## Werk
Zijn boek met een vergelijking van de Scythische wetten met de wetten van de Grieken is verloren gegaan. Hij vergeleek daarin wetten met het web van een spin, waarin kleine vliegjes gevat worden, maar waaruit wespen en darren kunnen ontsnappen.
Hij spoorde mensen aan tot matigheid in alle activiteiten, zeggende dat een wijnrank drie clusters van druiven draagt: De eerste wijn brengt plezier, de tweede brengt dronkenschap, de derde, ten slotte, leidt tot walging. Zo werd hij een soort symbool voor de Atheners, die op zijn standbeelden kerfden: 'Bedwingt uw tongen, uw lusten, uw passies'. Een soortgelijke opvattingen komt later ook voor in de filosofie van Epicurus.
Van zijn bekende Brief aan Croesus, de toenmalige, rijke koning van Lydië, is de authenticiteit erg twijfelachtig, maar wel erg typerend voor de kwaliteiten van Anacharsis:
Anacharsis aan Croesus: Oh koning van de Lydiërs, ik ben naar het land van de Grieken gekomen, met de bedoeling vertrouwd te worden met hun gebruiken en instituties; maar ik heb geen nood aan goud, en zal al erg tevreden zijn als ik naar Scythië kan terugkeren als beter man dan toen ik vertrok. Ik zal echter naar Sardis komen, aangezien ik denk dat het erg wenselijk is dat ik een vriend van u word.
Volgens de beschrijving van Herodotos werd Anacharsis bij zijn terugkeer naar Scythië vermoord door Saulius, koning van de Scythen en tevens zijn broer, omwille van zijn Griekse leefwijze en in het bijzonder omwille van zijn goddeloze poging om een offer te brengen aan de moedergodin Cybele, wier cultus niet welkom was bij de patriarchale Scythen.
Strabo noemde hem ook als de (waarschijnlijk legendarische) uitvinder van het moderne scheepsanker met twee haken.
Een uitspraak van Anacharsis: "Er zijn drie soorten mensen: zij die leven, zij die dood zijn en zij die op zee varen."

## De revival van Anacharsis in de 18e eeuw
In 1788 publiceerde Jean Jacques Barthelemy (1716-1795), een gerenommeerde klassieke Schriftgeleerde en jezuïet, zijn werk de reizen van Anacharsis de Jongere in Griekenland, een denkbeeldig reisdagboek. Het was meteen een van de eerste historische romans. De publicatie had een grote impact op de groei van het Filhellenisme in Frankrijk in die periode. Het boek werd vele malen herdrukt en in verschillende talen vertaald. Later inspireerde het de Europese sympathie voor de Griekse Onafhankelijkheidsoorlog en kwamen er vervolgverhalen en imitaties doorheen de hele 19e eeuw.